# Biblioteka Narodowa Bułgarii
Biblioteka Narodowa Bułgarii im. św. Cyryla i Metodego (Национална библиотека „Свети Свети Кирил и Методий“) – biblioteka narodowa Bułgarii. Założona 4 kwietnia 1878 r., znajduje się w stolicy państwa, Sofii. Jest najstarszą instytucją kultury w po Wyzwolenia Bułgarii i największą biblioteką publiczną w kraju. Służy również jako biblioteka naukowa Uniwersytetu Sofijskiego. Ma prawo otrzymywania egzemplarza obowiązkowego wszystkich dokumentów publikowanych w Bułgarii.  Nosi imię twórców głagolicy, świętych Cyryla i Metodego.

## Historia
W kwietniu 1878, sofijski nauczyciel i sekretarz Rady Miasta, Michael Bobotinov, zaproponował utworzenie „biblioteki publicznej niezbędnej do rozwoju miasta kulturalnego i edukacyjnego. 28 listopada 1878 została wybrana tymczasowa komisja biblioteki, które miała za zadanie otworzyć bibliotekę. 5 czerwca 1879, zgodnie z sugestią Drinova, przewodniczącego komisji biblioteki, Sofijska Biblioteka Publiczna otrzymała status instytucji państwowej i nazwę Bułgarska Biblioteka Narodowa. W 1900 Bułgarska Biblioteka Narodowa otrzymała własny budynek – zakupiono w tym celu Klub Obywatelski przy ulicy GS Rakowski 131.  W 1924 roku powstał wydział archiwalny Biblioteki Narodowej. W 1937 roku ogłoszono konkurs na projekt nowego gmachu biblioteki. Wygrali go Iwan Wasiljow i Dimityr Cołow. Jego budowę rozpoczęto w 1939 rozpoczęto budowę nowego budynku Biblioteki Narodowej. jednak budynek, podobnie jak stary gmach, został zniszczony podczas bombardowania w 1944 roku. Nowy budynek Biblioteki Narodowej oficjalnie otawrto16 grudnia 1953 roku.

## Zbiory
W ustawie prasowej z 1883 roku biblioteka otrzymała prawo do dwóch egzemplarzy obowiązkowych każdej książki i czasopisma wydawanego na terenie Bułgarii. Ustawa o egzemplarzu obowiązkowym z 1887 roku prawo do otrzymywania dwóch bezpłatnych egzemplarze wszelkich książek, broszur, gazet, czasopism, odezw, ilustracji oraz map nadała Bibliotece Narodowej w Sofii i Bibliotece w Płowdiwie. W 1939 roku zbiory biblioteki liczyły 39 894 woluminy, a w 1977 roku 876 000. Obecnie (2020) zbiory biblioteki liczą 8, 5 mln dokumentów.